# 스콧 라이블리

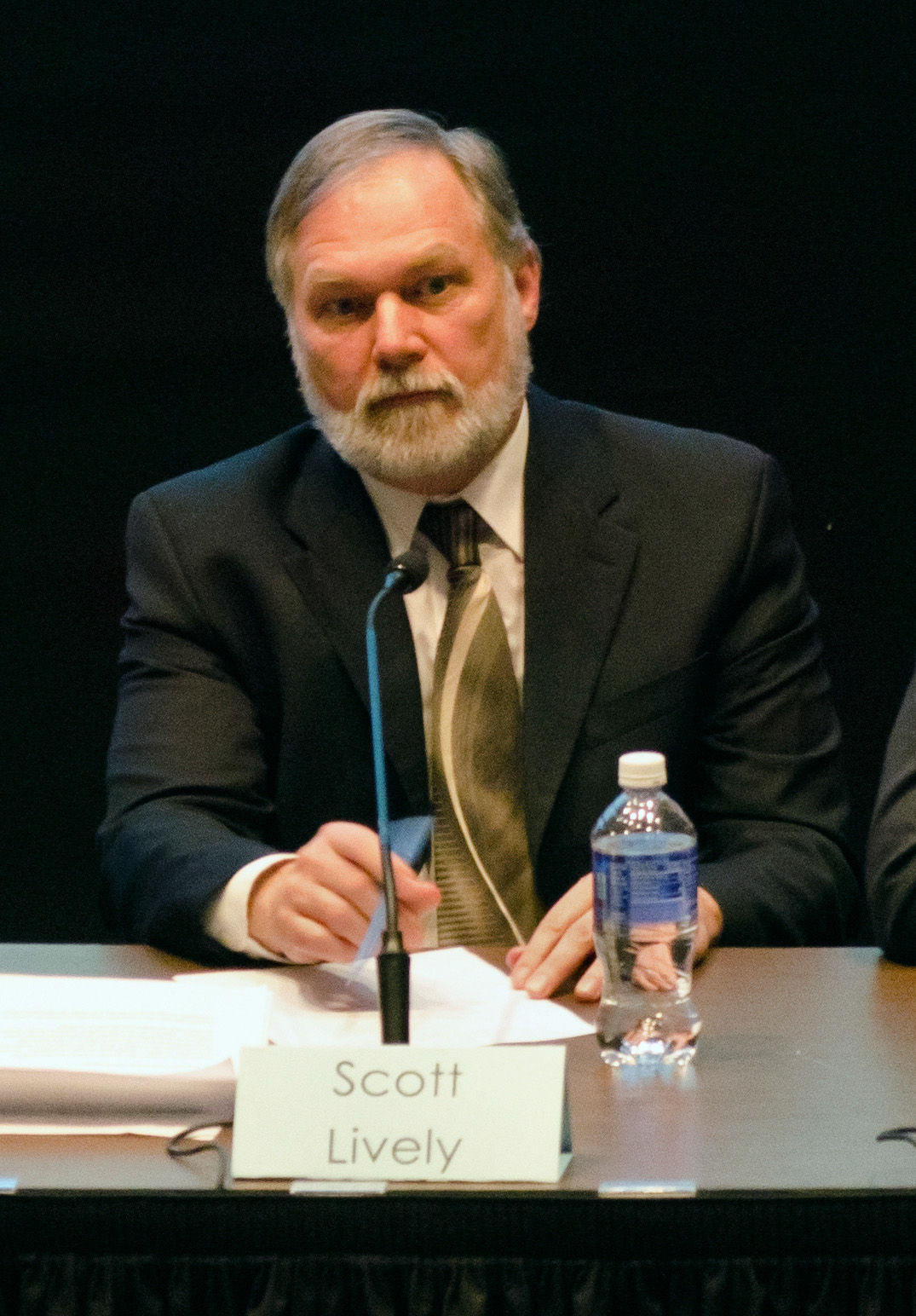
2014년 3월 25일 매사추세츠주 주지사 무소속 후보였을 당시의 모습

스콧 더글라스 라이블리(영어: Scott Douglas Lively 1957년 12월 14일 ~ )는 미국의 반동성애 활동가이자 작가, 정치인으로 2014년에는 매사추세츠주의 주지사 선거에 무소속으로 입후보한 전력이 있다. 그는 캘리포니아 테메큘라에 기반을 둔 한 기독교 근본주의 단체 Abiding Truth Ministries의 회장이며, 라트비아 리가를 근본지로 하는 한 국제 복음주의 단체 Watchmen on the Walls의 공동 설립자이다. 또한 기독교 근본주의 시민단체인 American Family Association의 캘리포니아 지부장이였다. 라이블리가 직접적으로 관여되어있는 Abiding Truth Ministries와 American Family Association는 남부빈곤법률센터에 의해 증오단체로 규정되어있다.
라이블리는 대표적인 반성소수자 운동가로, 2007년 '동성애자의 인권을 공개적으로 지지'하는 것을 범죄화 해야한다고 주장하였다. 2011년에는 자신의 인터뷰 프로필에서 '동성애자들이 미국의 도덕성을 타락시키려는 요원들'이라고 보고 있다고 적시하기도 하였다.
헌법권리 센터(Center for Constitutional Rights, CCR)는 2012년 3월 14일 우간다의 성소수자들을 대표해 라이블리를 인도에 반한 죄로 기소하였고, 미국 연방판사는 2013년 8월 14일 라이블리 측의 소각하 신청을 기각하여 소송이 현재 진행형이다. 2009년 우간다에서 동성애자를 비롯 동성애자의 가족이나 지인들까지도 사형이나 징역형에 처하게 하는 법안이 발의되었고 라이블리는 그 직전 우간다의 국회의원들과 만나 '중요한 대화'를 하였다고 주장하였다. 실제로 해당 법안이 만들어지고 발의되는 데에 라이블리가 깊게 관여되었다는 혐의가 있다.
2014년 가을에는 로시야 1의 혐동성애 다큐멘터리 프로그램에 출연하기도 하였다.

## 같이 보기
- 탈동성애 운동
- 동성애 혐오